# Qantas
Qantas er det nationale australske flyselskab og er verdens tredjeældste efter det hollandske KLM og det colombianske Avianca. Selskabet blev stiftet i 1919 med navnet Queensland and Northern Territory Aerial Services. Navnet er senere blev ændret til det noget kortere Qantas.
Selskabet blev nationaliseret efter 2. verdenskrig og blev først privatiseret igen i 1992. I Australien er Qantas kendt som et selskab, der ikke går af vejen for at prøve at konkurrere sine konkurrenter ud af markedet, og der har da også gennem årene været flere konkurser i den australske luftfartsindustri som følge af hård konkurrence fra Qantas. I 1993 købte British Airways 25% af selskabet, men pga. lovgivningen, der siger, at 51% af Qantas til enhver tid skal være australsk-ejet, valgte man at sælge igen. 
Qantas fik, som det tredje selskab efter Singapore Airlines og Emirates Airlines, leveret Airbus' A380 den 19. september 2008. Den 28. november 2010 fik selskabets flåde af A380'ere flyveforbud, efter en stor skade på en af de fire Rolls-Royce Trent motorer kort efter start fra Singapore, som tvang flyet til at vende om og lande igen.